# Gilby Clarke
Gilby Clarke, ameriški kitarist in glasbeni producent, * 17. avgust 1962, Cleveland, Ohio, Združene države Amerike.

## Življenjepis
Gilby je glasbeno kariero začel s pop skupino Candy iz Los Angelesa, s katerim je tudi izdal en album - Whatever Happened to Fun? Nato je igral pri skupini Kill For Thrills, s katero je prav tako izdal en album, Dynamite From Nightmareland, in en E.P. 
Junija 1991 je postal nov ritem-kitarist pri skupini Guns N' Roses, ko je Izzy Stradlin odšel. V treh letih pri skupini je z njimi igral na svetovni turneji Use your illusion in na albumu priredb The Spaghetti Incident?. Leta 1995 je bil odpuščen.
Ko se je s skupino leta 1994 vrnil s svetovne turneje, je Gilby izdal samostojen album, pri katerem je sodelovala tudi večina članov Gn'R, imenovan PawnShop Guitars (Virgin Records). Nato je bil leto in pol na turneji (predstavitev svojega albuma) in nato še na turneji s Slashevo skupino Slash's Snakepit. Leta 1997 je izdal še drugi samostojni album z naslovom The Hangover. Kasneje je sodeloval tudi z drugimi glasbeniki, kot so Nancy Sinatra, MC5 idr.